# Paradoxornis
Genre
Paradoxornis est un genre de passereaux de la famille des Sylviidae. Ce genre a un temps été élevé au rang de famille, les Paradoxornithidae, puis placé dans la famille des Timaliidae. Ses espèces ont pour nom vernaculaire « paradoxornis » mais sont depuis peu classées dans des genres différents.

## Liste des espèces
D'après la classification de référence (version 14.1, 2024) du Congrès ornithologique international (COI) (ordre phylogénique) :
- Paradoxornis heudei – Paradoxornis du Yangtsé
- Paradoxornis flavirostris – Paradoxornis de Gould
- Paradoxornis guttaticollis – Paradoxornis fléché
- Paradoxornis aemodium – Grande Panure
- Paradoxornis unicolor – Paradoxornis unicolore
- Paradoxornis paradoxus – Paradoxornis tridactyle
- Paradoxornis gularis – Paradoxornis à tête grise
- Paradoxornis margaritae – Paradoxornis à calotte noire
- Paradoxornis ruficeps – Paradoxornis à poitrine blanche
- Paradoxornis bakeri – Paradoxornis à tête rousse

À partir de sa classification version 5.2 (2015), le COI considère le Paradoxornis de Polivanov (Paradoxornis polivanovi) comme une sous-espèce du Paradoxornis du Yangtsé (Paradoxornis heudei).